# タイレリア
タイレリア（Theileria）はアピコンプレックス門に所属し、マダニ類によって媒介され哺乳動物の血球に寄生する原生生物である。特に熱帯において家畜に対する致死的な病原体として警戒されているが、日本の放牧牛の間で蔓延している小型ピロプラズマ症の病原体も含まれている。名は南アフリカの獣医学者アーノルド・タイラーへの献名である。

## 生活環
マダニを終宿主、哺乳類を中間宿主とする。中間宿主に感染後、まず白血球などの有核細胞中で急激な増殖を行ってから赤血球での増殖サイクルを行うことがタイレリアの生活環の特徴である。
マダニが宿主から吸血する際に、唾液中のスポロゾイト(sporozoite)が中間宿主の血流中に放出されて感染が成立する。タイレリアのスポロゾイトは運動能がなく、偶然接触した単球やリンパ球に侵入する。寄生胞膜は消失して細胞質内に直接寄生し、そこで多核のシゾントへと発達し、シゾゴニーによって多数のメロゾイト（娘虫体、merozoite）を生じる。メロゾイトは次に赤血球へと侵入して二分裂により増殖し、生じたメロゾイトが赤血球を破壊して次の赤血球へと感染を繰り返す（メロゴニー）。これによって中間宿主は症状を呈することになるが、マラリア原虫とは違ってメロゴニーは同調していない。
赤血球中で増殖をしない生殖母体（ガメトサイト、gametocyte）への分化が起こり有性世代が始まる。ダニが感染宿主から吸血すると、メロゾイトは消化されてしまうが、生殖母体は雌雄の生殖体（配偶体、gamete）へと分化する。タイレリアの生殖体は雌雄異型で、雄性生殖体が微小管束を含む長い突起を伸ばした特異な形態をしているのに対し、雌性生殖体にはこうした突起がない。接合子(zygote)には運動能があり、囲食膜から脱出し、消化管上皮細胞に侵入してから減数分裂を行ってキネート(kinete)へと分化する。キネートは血リンパへ脱出して唾液腺に到達する。唾液腺では多核で不定形のスポロント(sporont)・スポロブラスト(sporoblast)へと分化してダニの脱皮を待つ。脱皮したダニが宿主から吸血すると、スポロゾイトが生じて再び中間宿主へと移行する。

## 分類
アピコンプレックス門無コノイド綱ピロプラズマ目タイレリア科に所属させる。ただしピロプラズマ目内部の分類体系は系統関係を反映していないことが知られており、形態や生活環から定義されるタイレリア属は多系統的であることが明らかになっている。

### 種
タイレリア属の2種 T. annulata と T. parva はウシの寄生虫として重要である。T. annulata は熱帯タイレリア症を引き起こし、T. parva は東沿岸熱を引き起こす。T. annulata と T. parva のゲノムは配列が決定され、公開されている。
- Theileria annulata (Dschunkowsky and Luhs, 1904) Wenyon, 1926
- Theileria buffeli (Neveu-Lemaire, 1912) Fujisaki, 1992
- Theileria cervi Bettencourt, França & Borges, 1907
- Theileria lestoquardi Morel et Uilenberg, 1981
- Theileria mutans (Theiler, 1906) França, 1909
- Theileria orientalis (Yakimoff et Dekhtereff, 1930) Kawazu, Kamio, Kakuda, Terada, Sugimoto et Fujisaki, 1999 小型ピロプラズマ
- Theileria ovis Rodhain, 1916
- Theileria parva (Theiler, 1904) Bettencourt, França & Borges, 1907
- Theileria recondita Levine, 1973
- Theileria separata Uilenberg et Andereasen, 1974
- Theileria taurotragi (Martin et Brocklesby, 1960) Levine, 1971
- Theileria velifera (Uilenberg, 1964)